# Грецькі вчені епохи Відродження

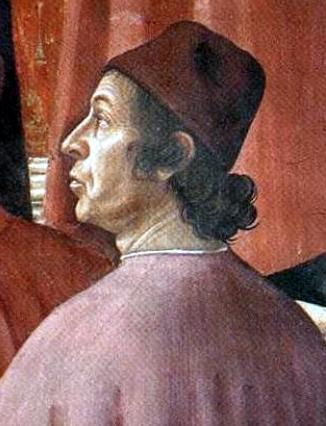
Деметріос Халкоконділ

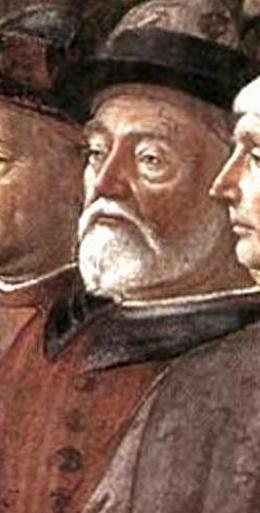
Іван Аргіропул

Грецькі вчені епохи Відродження — грецькі представники інтелектуальної еліти Візантії, які внаслідок падіння Константинополя емігрували до Італії та інших країн Європи й зробили великий внесок в розвиток ренесансної культури й гуманістичних ідей.

## Передісторія
В останні два століття своєї історії Візантійська імперія стала маленькою та політично слабкою християнською державою. Проте Візантія і досі залишалася великою державою в духовній та культурній сферах.
Першими візантійськими вченими в Західній Європі стали вихідці з грекомовної Південної Італії, після того як Візантійська імперія втратила контроль над своїми італійськими провінціями (Нижня Італія).
Занепад Візантійської імперії (1203–1453), турецьке нашестя й нарешті Падіння Константинополя стали причиною величезної хвилі еміграції на Захід, включаючи учених, яка тривала до XVI століття.
Грецькі історики по різному трактують роль «тих, що пішли»: Апостолос Папарігопулос, із зайвою суворістю, звинувачує їх у тому, що вони в епоху випробувань залишили свій народ у рабстві й у темряві. Фотіадіс пише що сотні грецьких вчених, які залишили протягом XV століття останні уламки Візантії та підконтрольні Венеції грецькі землі, «перестали бути частиною грецького просвітництва і своїми знаннями сприяли швидкому розвиткові італійського Відродження». Вживаючи сьогоднішній термін «витік мізків», сучасний грецький історик А. Е. Вакалопулос пише що «ці вчені пересадили на Захід насіння елліно-візантійської культури, яким загрожувала загибель».
Еміграція візантійських вчених розглядається багатьма дослідниками як ключ до відродження грецьких та римських досліджень, що характеризувало Гуманізм епохи Відродження. Серед емігрантів були гуманісти, поети, письменники, видавці, викладачі, музиканти, астрономи, архітектори, вчені природничих наук, художники, книжники, філософи, політики та богослови.
Грецьке Палеологова Відродження, перерване турками, вже було повернуло свої погляди до старовини. Багато візантійські вчені тієї епохи називали себе вже не ромеями, а знову еллінами. У них навчалися західні вчені, які «після катастрофи 1453 року» самі продовжили захоплення палеологових греків перед античним світом.
 За допомогою свого «оновленого еллінізму», в роки Палеологового Відродження, Візантія ще раз дала потужний імпульс інтелектуального розвитку на Захід.
Візантійські вчені принесли в Західну Європу значно більше й краще збережене знання своєї (грецької) цивілізації. Їхньою основною роллю в ренесансному гуманізмі було викладання давньогрецької мови своїм західним колегам в університетах або й приватно, а також розповсюдженням стародавніх текстів.
Попередниками вчених-емігрантів були південні італійці Варлаам Калабрійський та Леонтій Пілат, чий вплив на перших ренесансних гуманістів є незаперечним.
Папа Григорій XIII заснував у Римі «Грецьку Папську Колегію» (лат. Collegio Pontifico Greco), для прийому молодих грецьких біженців в Італії, а також інших емігрантів, які сповідували грецький обряд (див. Візантійський обряд). Ці молоді люди повинні були вивчити священні науки, щоб пізніше поширити їх серед своїх співвітчизників та полегшити возз'єднання схизматичних церков. Будівництво Колегії почалося одночасно зі спорудженням Церкви Святого Афанасія, з'єднаних мостом через Дорогу греків (італ. Via dei Greci). У тому ж 1577 році прибули перші студенти, і до завершення будівництва Колегії були розміщені в різних будівлях.
Окрім південних італійців, які населяли колишні візантійські території півострова і які ще досі залишалися грецькомовними й пов'язаними з візантійською культурою, до 1500 році грецька громада Венеції налічувала 5 000 чоловік.
Венеція, яка першою підточила підстави і міць Константинополя, стала за допомогою вільного вибору грецьких емігрантів найбагатшою спадкоємицею Візантії. Бібліотека Віссаріона була перевезена сюди ще до його смерті, 1472 року, і для багатьох греків цей багатий візантійськими елементами місто стало самим стерпним місцем заслання Венеційці до того ж правили Критом та Далмацією, де також осіли тисячі грецьких біженців з Константинополя, Фессалонік та інших візантійських центрів.
Крит став відомий насамперед своєю школою іконопису (Критська школа), яка після 1453 року стала найважливішою в грецькому світі.

## Внесок грецьких учених в італійський Ренесанс

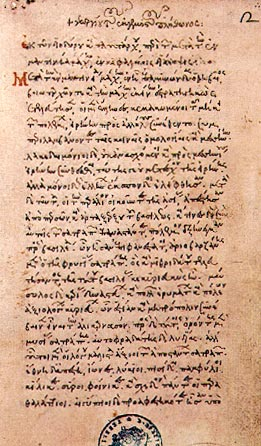
Один з манускриптів Георгіоса Гемістоса, грецькою, написаний на початку 15-го століття.

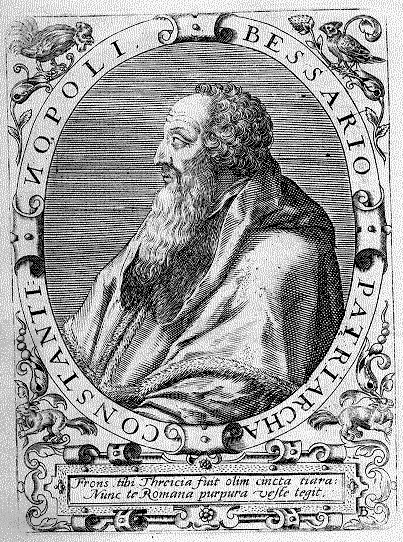
Віссаріон Нікейський

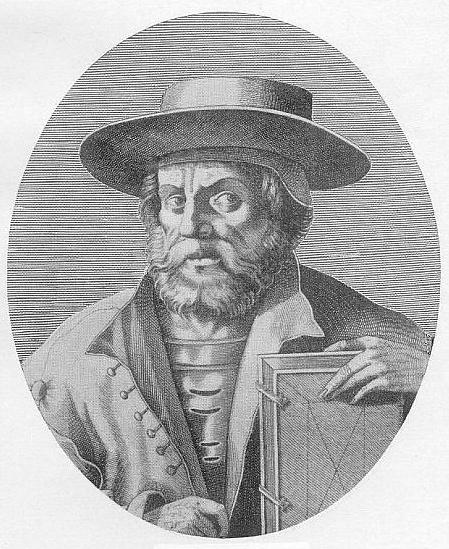
Мануїл Хрисолор.

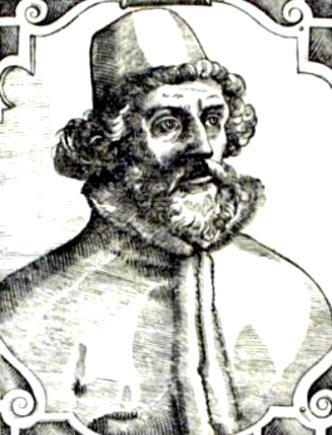
Теодор Газа.

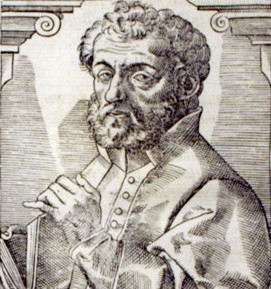
Георгій Трапезундський.

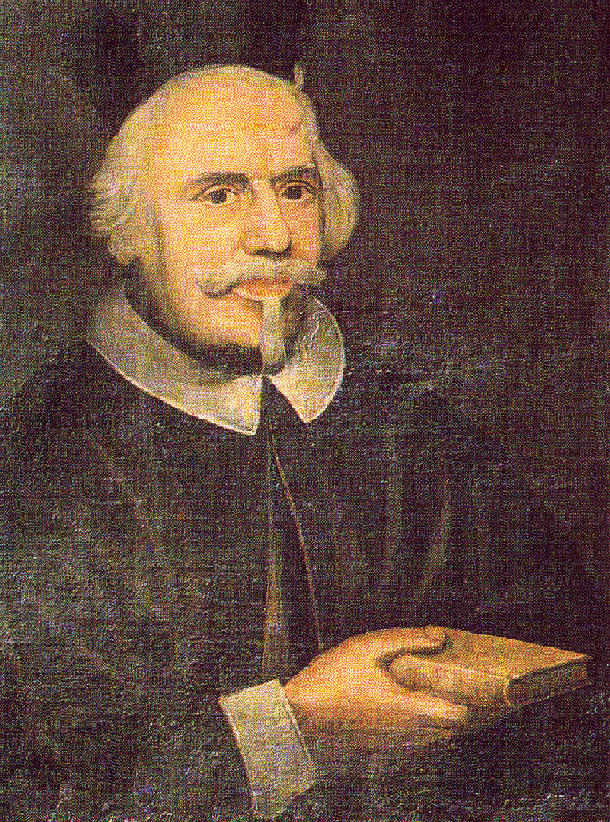
Лев Аллацій, портрет в «Грецькій Папській Колегії» Рима.

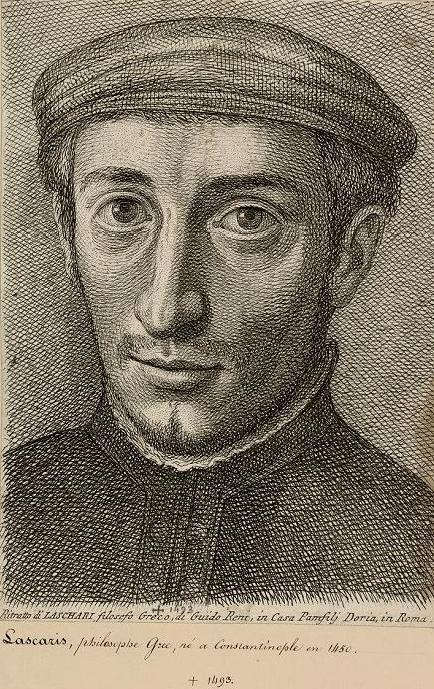
Костянтин Ласкаріс.

Ідеї з давнього Риму набули популярності серед учених вже в XIV столітті й їх важливість для Відродження не заперечується. Але це був лише один з факторів. Так сучасний німецький дослідник Вальтер Бершін повторює тезу Траубе що «в літературі не було жодної прямої лінії, що з'єднує Відродження та Античний світ (і обходить Середньовіччя)» і що «жоден римський автор не був відкритий уперше».
При цьому Бершін повторює відому фразу Брукера (D.J.R. Brucker), що «за латинською мовою постійно присутня шепіт грецької».
Західні вчені постійно стикалися в латинських текстах з цитатами, витягами та посиланнями грецькою мовою. Коли перші західні гуманісти «висловили свій щирий інтерес та ностальгію за грецькими джерелами, настав час, коли грецька граматика могла отримати широкий відгук, а Мануїл Хрисолор, який з 1397 року викладав грецьку в університеті Флоренції, написав навчальний посібник „Питання грецької мови“». Хрисолор, що прибув на Захід з проханням про допомогу в боротьбі з турками, як посол імператора Мануїла II, в епоху коли Захід «цікавився більше духом греків, ніж збереженням їхньої державності» ознаменував початок нової університетської грецької традиції, початок «відкриття» грецьких авторів та їхніх масових перекладів.
Щн більше визнання у гуманістів здобув Теодор Газа своїм «Граматичним вступом»
Тексти та ідеї, принесені з Візантії, мали величезний вплив на західний гуманізм, філософію та науку. Філософія не тільки Арістотеля, але й Платона, суттєво вплинула на Відродження й породила дебати про місце людини у Всесвіті, про безсмертя душі, про здатність людини вдосконалити себе за допомогою розвитку чеснот.
Розквіт філософії в XV столітті відродив вплив давньогрецької філософії та науки на Відродження. Відгомін цих змін зберігався століттями вже після Відродження й не тільки в роботах гуманістів, але й у сфері освіти та в духовних цінностях Європи й західного суспільства до сьогоднішніх днів.
Дещо меншим був прямий або опосередкований вплив грецьких вчених на екзегетику Нового Завіту. Проте, наприклад, Лоренцо Валла взявся виправляти латинську Вульгату, надихнувшись Віссаріоном та спираючись на грецькі тексти.

## Деякі відомі грецькі учені епохи Відродження
- Александр Гелладіус — Оксфорд, Нюрнберг.
- Мануїл Хрисолор — Флоренція, Павія, Рим, Венеція, Мілан.
- Пліфон — учитель Віссаріона Нікейського.
- Віссаріон Нікейський
- Георгій Трапезундський — Венеція, Флоренція, Рим.
- Теодор Газа — перший декан університетів Феррари, Неаполя та Риму.
- Іван Аргіропул — університети Флоренції, Рима.
- Лаонік Халкоконділ
- Деметріос Халкоконділ — Мілан.
- Михайло Апостолій — Рим.
- Арсеній Апостолій
- Костянтин Ласкаріс — Мессинський університет.
- Димитрій Кідоніс
- Максим Грек — навчався в Італії до переїзду в Росію.
- Іоанніс Коттуніос — Падуя.
- Костянтин Колократос
- Варлаам Калабрійський — у нього навчався грецької мови Франческо Петрарка.
- Маркус Маруллос — Падуя.
- Михайло Маруллос — Анкона та Флоренція.
- Лев Аллацій- Рим, бібліотекар бібліотеки Ватикану.
- Деметріос Дукас
- Леонтій Пілат — у нього навчався грецької Джованні Бокаччо.
- Максим Плануд — Рим, Венеція.
- Симон Атуманос- епископ у Калабрії.
- Ісидор (митрополит Київський)
- Елія дель Медіґо — Венеція
- Георгій Ермонім — Паризький університет, його учнями були Еразм Ротердамський, Йоганн Рейхлін, Гійом Бюде та Якоб Фабер.
- Іоанн Христолор — вчений і дипломат, родич Мануїла Христолора.
- Іоанніс Крастоніс — Модена, автор грецько-латинського словника.
- Андронік Калліст — Рим.
- Захарія Каллієргі — Рим.
- Іоанн Сервопулос — Оксфорд, професор.
- Франческо Мавролік — математик та астроном з Сицилії.
- Леонардос Філарас — учений, письменник, медик та дипломат, радник при французькому дворі.
- Андреас Мусалус — Венеція, математик, архітектор, філософ[23].
- Георгіос Калафатіс — Венеція та Падуя, теоретична та практична медицина, професор[24].
- Іоанніс Кігалас (бл. 1622–1687) — Венеція та Падуя, філософія, медицина, право[25]
- Герасімос Влахос — Венеція.
- Георгіос Амірутсес — Флоренція, філософ, прихильник аристотелізму.
- Григорій Тіфернас — Париж, учитель Якоба Фабера та Робера Гагена
- Ніколаос Софіанос — Рим, Венеція, географ, автор Totius Graeciae Descriptio
- Матвій Даваріс — Рим.
- Антоніос Епархос — Венеція, вчений і поет.
- Максімос Маргуніос — Венеція.
- Матвій Камаріотіс
- Ніколаос Луканіс — Венеція.
- Чків Триволіс — Венеція.
- Янус Плузіаденос — Венеція, композитор.
- Ніколас Леонікус Томеус — Венеція, Падуя.
- Ніколас Калліакіс (Nicolai Calliachius) (1645–1707).[26]

## Деякі відомі митці й друкарі грецького походження

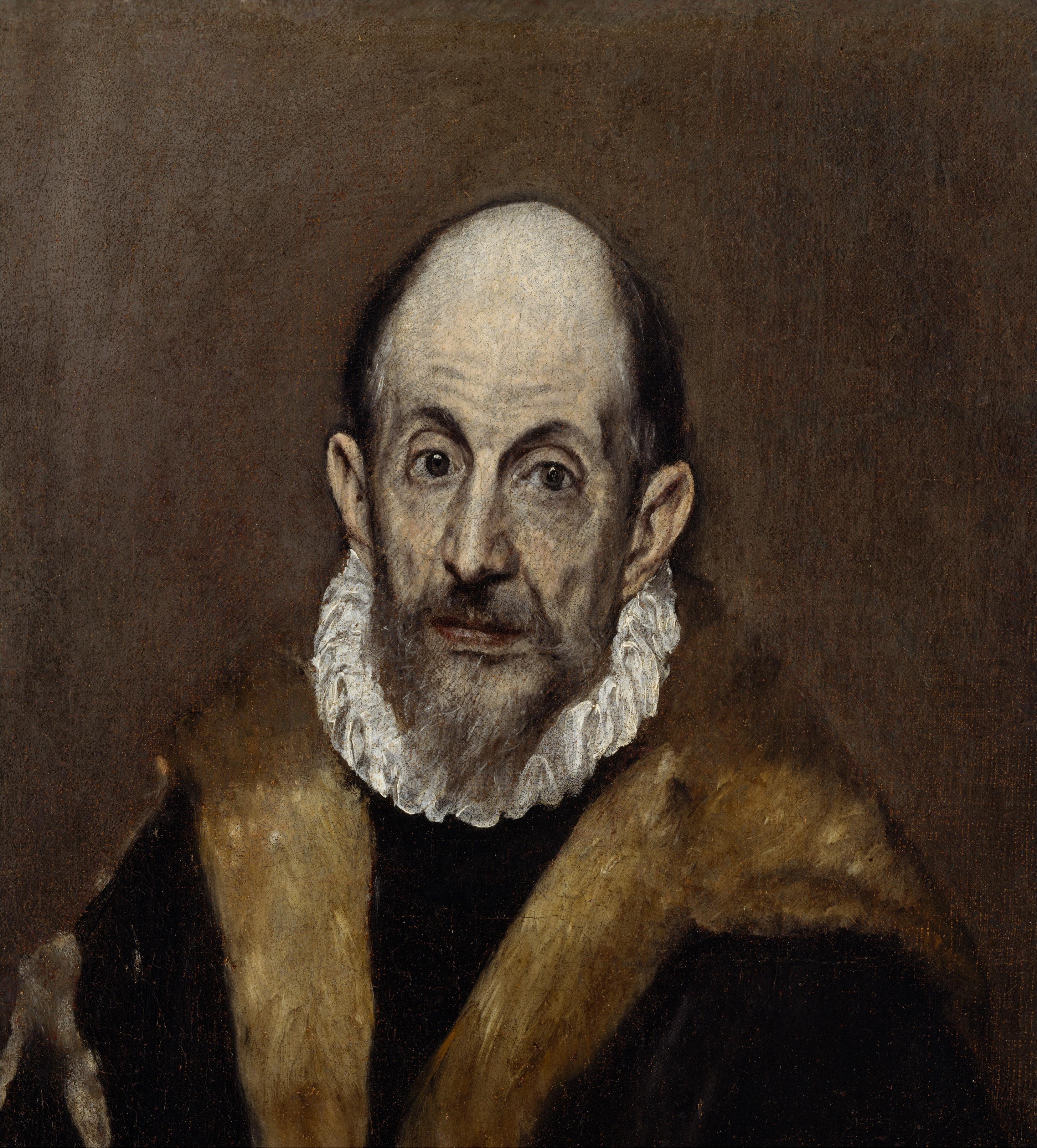
Доменікос Теотокопулоса.

- Ель Греко — художник з Криту, Італія, Іспанія.
- Марко Базаїті
- Антоніос Васілакіс — художник з острова Мілос, працював у Венеції з Паоло Веронезе.
- Михайло Дамаскін — Венеція, художник з Криту.
- Еммануїл Тзанес — Венеція, художник з Криту.
- Франсіско Леонтарітіс — Італія, Баварія, співак і композитор.
- Анна Нотарас — Венеція, заснувала першу грецьку друкарню.
- Томас Флангініс — Венеція, заснував Флангінську школу.
- Ангелос Пітсаманос (1467–1535) художник з Криту[27]
- Теодор Пулакіс — Венеція, живописець.
- Іоанн Росос — Рим, Венеція.